# Сибирский государственный институт искусств имени Дмитрия Хворостовского
Сиби́рский госуда́рственный институ́т иску́сств имени Дми́трия Хворосто́вского (СГИИ имени Д. Хворостовского) — высшее учебное заведение в Красноярске. Крупный учебный, творческий, научный и методический центр в сфере музыкального, художественного, хореографического и театрального искусства. Основан путём объединения Красноярского государственного института искусств и Красноярского государственного художественного института.

## История
Красноярский государственный институт искусств был основан в 1977 году и начал работу в 1978 году. Изначально структура включала три факультета: музыкальный, театральный, художественный.
Первым ректором Красноярского государственного института искусств был назначен кандидат юридических наук Геральд Александрович Белоусов, возглавлявший вуз до 1989 года.
В 1987 году произошло разделение Красноярского государственного института искусств на два института: Красноярский государственный институт искусств (включавший музыкальный и театральный факультеты) и Красноярский государственный художественный институт (КГХИ).
В 2000 году Красноярский институт искусств получил статус академии,  в течение пятнадцати лет именовался Красноярской государственной академией музыки и театра (КГАМиТ).
В 2015 году возвращено историческое название: Красноярский государственный институт искусств (КГИИ).
В 2017 году произошло воссоединение с Красноярским государственным художественным институтом.
В 2018 году переименован в Сибирский государственный институт искусств имени Дмитрия Хворостовского.
В настоящее время объединяет в себе три факультета (музыкальный, театрального и хореографического искусств, художественный) и колледж СГИИ имени Д. Хворостовского.
23 сентября 2019 года состоялось открытие памятника Дмитрию Хворостовскому в сквере нижнего яруса института искусств.
Ректоры института:
- 1987–1988 — С. Н. Михалёв (КГХИ)
- 1988–1993 — В. Н. Петров-Камчатский (КГХИ)
- 1993–1996 — Р. И. Яушев (КГХИ)
- 1996–2015 — А. А. Покровский (КГХИ)
- 1989–1994 — В. П. Стародубровский (КГИИ)
- 1994–2015 — К. А. Якобсон (КГИИ / КГАМиТ)
- 2015–2016 — В. Л. Круглов (КГИИ)
- 2015–2017 — С. В. Тимохов (КГХИ)
- 2016–2022 — М. В. Москалюк[6] (КГИИ, СГИИ имени Д. Хворостовского)
- с 8 августа 2022 — и.о. ректора В. С. Лузан[7][8].

## Структура
- Музыкальный факультет
- Факультет театрального и хореографического искусств
- Художественный факультет
- Колледж

## Образовательная деятельность

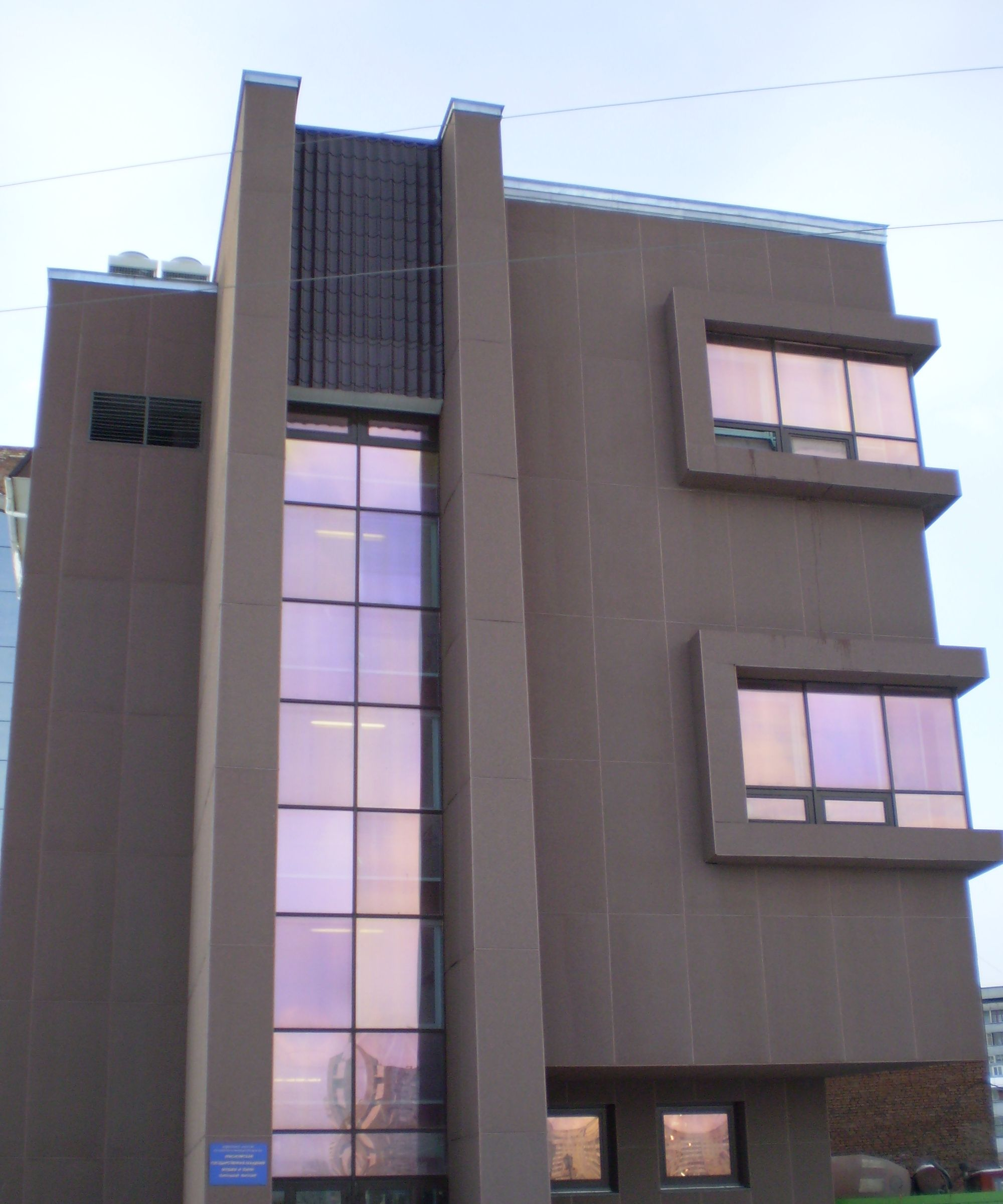
Одно из крыльев здания института искусств

В настоящее время образовательная деятельность ведется на трёх факультетах для всех уровней подготовки – бакалавриата, специалитета, магистратуры, аспирантуры, ассистентуры-стажировки – по направлениям и специальностям:
- на музыкальном факультете: фортепиано, струнные инструменты, духовые инструменты, ударные инструменты, народные инструменты, сольное академическое пение, сольное народное пение, дирижирование академическим хором, дирижирование народным хором, музыковедение, композиция, звукорежиссура, музыкальная педагогика;
- на художественном факультете: живопись, графика, скульптура, художественная керамика, коммуникативный дизайн, дизайн графический, искусство интерьера, дизайн среды, народно-прикладное искусство, фото- и видео;
- на факультете театрального и хореографического искусств: актёр драматического театра и кино, хореографическое искусство (по направлениям: педагогика бального танца, педагогика современно танца, педагогика народно-сценического танца).

## Научная деятельность

### Научный журнал ARTE
Институт издаёт электронный научный журнал «ARTE» посвящённый актуальным проблемам в области искусствоведения, культурологии и архитектуры.
Все статьи индексируются в базе данных РИНЦ, проходят двойное «слепое» рецензирование.

## Выпускники
За годы работы институтом подготовлено более четырёх тысяч специалистов для сибирских и российских театров, филармоний, концертных коллективов, художественных и дизайнерских организаций и мастерских, высших и средних специальных учебных заведений, детских школ искусств. Выпускники института живут и работают в более чем 60 городах России, странах ближнего и дальнего зарубежья.
- Д. А. Хворостовский
- И. Г. Белова
- Т. А. Ворожцова
- З. Б. Доржиев
- В. Э. Кищенко
- А. М. Крикливый
- А. В. Конончук
- В. Н. Махотина
- А. В. Михеев
- Даши Намдаков
- И. В. Паньков
- А. И. Пашнин
- А.Ф. Проклов
- Г.А. Проклова